# Bolshói Brodovoi
Bolshói Brodovoi (del ruso: Большой Бродовой) es un jútor del raión de Beloréchensk del krai de Krasnodar, en Rusia. Se sitúa junto al límite con Adiguesia, a orillas derecha del río Psenafa, tributario por la izquierda del Labá, afluente del río Kubán, 22 km al norte de Beloréchensk y 67 km al este de Krasnodar, la capital del krai. Tenía 70 habitantes (2011).
Pertenece al municipio Shkólnenskoye.